# Montagnea arenaria
Montagnea arenaria es una especie hongo de la familia Agaricaceae. El género está dedicado al médico y micólogo francés Jean Pierre Camille Montagne (1784-1866).

## Clasificación y descripción de la especie
Píleo convexo de 2-3 cm de diámetro en estado juvenil, a plano-deprimido de 4 cm de diámetro en etapa adulta, constituido por una pequeña placa cuticular central de color marrón a la que se unen radialmente las láminas negras, anchas, gruesas, frágiles, delicuescentes, dejando finalmente el disco central de la cutícula con restos de láminas. Estípite cilíndrico, hueco, estriado, escamoso, blanquecino a grisáceo-pardo, 6 cm de longitud y 3 mm de diámetro, terminado en una pequeña volva globosa de 8 mm. Esporas elipsoides, morenas, de pared lisa y gruesa, con poro germinal bien definido, apéndice hilar presente, de 9-11 X 5-7 μm.

## Distribución de la especie
Esta especie se distribuye en zonas desérticas y tropicales, en donde aparece en la temporada de lluvias. Se ha colectado en México, en los estados de Baja California, Colima, Puebla, Querétaro, Oaxaca, Veracruz, Zacatecas y Sonora.

## Hábitat
Es arenícola, es decir, crece sobre la arena y suelos lamosos. Generalmente es solitaria, aunque puede encontrarse más de un ejemplar en sus alrededores.

## Estado de conservación
Se conoce muy poco de la biología y hábitos de los hongos, por eso la mayoría de ellos no se han evaluado para conocer su estatus de riesgo (Norma Oficial Mexicana 059).